# Flora (Illinois)
Flora è un comune degli Stati Uniti d'America, situato in Illinois, nella Contea di Clay.